# Niels Christian Ditleff
Niels Christian Ditleff, né le 29 octobre 1881 et mort le 18 juin 1956, est un diplomate norvégien connu pour ses accomplissements dans le domaine humanitaire, en particulier en faveur des déportés en Allemagne nazie. Malgré l'opposition des Alliés et de son propre gouvernement, il initie, en 1944, la campagne des Bus blancs qui permet de libérer des milliers de prisonniers scandinaves des camps de concentration allemands. Il joue aussi un rôle charnière dans l'évacuation des diplomates de Varsovie lors de l'invasion allemande et pour les réfugiés Juifs en Norvège en collaboration avec le Nansenhjelpen.

## Distinctions
- Grand-croix de l'ordre de Saint-Olaf
- Commandeur grand-croix de l'ordre royal de l'Étoile polaire
- Grand-croix de l'ordre de Dannebrog
- Grand-croix de l'ordre du Christ